# Зігфрід Генріці
Зігфрід Генріці (нім. Siegfried Henrici; 10 травня 1889 — 8 листопада 1964) — німецький воєначальник, генерал танкових військ вермахту. Кавалер Лицарського хреста Залізного хреста.

## Біографія

Отто Верба (ліворуч в шоломі) та генерал Зігфрід Генріці під час огляду калмицьких добровольців. 1942 рік.

2 вересня 1907 року вступив в Прусську армію. Ветеран Першої світової війни. Після війни демобілізований і 19 вересня 1919 року поступив на службу в Міністерство безпеки Пруссії. 15 жовтня 1935 року перейшов у вермахт. З 1 жовтня 1936 року — командир 29-го артилерійського полку. З 26 серпня 1939 року — командир артилерії 16-го армійського корпусу, з 1 вересня 1939 року — 30-го артилерійського командування. Учасник Польської і Французької кампаній. З 16 березня 1941 року — командир 16-ї моторизованої дивізії, з 13 листопада 1942 року — 40-го танкового корпусу. Учасник Німецько-радянської війни. 1 жовтня 1943 року відправлений в резерв. З 25 березня 1944 року — командир штабу оборони Криму. 8 травня 1944 року знятий з посади. З 1 вересня 1944 року — знову командир 40-го танкового корпусу. 9 травня 1945 року потрапив в радянський полон. 9 вересня 1945 року військовим трибуналом військ МВС Сталінградської області засуджений до 25 років таборів. 8 жовтня 1955 року звільнений.

## Звання
- Фанен-юнкер (2 вересня 1907)
- Фанен-юнкер-єфрейтор (грудень 1907)
- Фанен-юнкер-унтерофіцер (22 лютого 1908)
- Фенріх (23 квітня 1908)
- Лейтенант (27 січня 1909)
- Оберлейтенант (24 грудня 1914)
- Гауптман (18 квітня 1918)
- Гауптман поліції (19 вересня 1919)
- Майор поліції (1 жовтня 1921)
- Оберстлейтенант поліції (1 листопада 1933)
- Оберст поліції (30 січня 1935)
- Оберст (15 жовтня 1935)
- Генерал-майор (1 червня 1939)
- Генерал-лейтенант (1 червня 1941)
- Генерал танкових військ (1 січня 1943)

## Нагороди
- Залізний хрест
  - 2-го класу (14 вересня 1914)
  - 1-го класу (24 грудня 1915)
- Нагрудний знак пілота-спостерігача (Пруссія)
- Королівський орден дому Гогенцоллернів, лицарський хрест з мечами (12 лютого 1918)
- Пам'ятний знак пілота (Пруссія)
- Почесний хрест ветерана війни з мечами
- Медаль «За вислугу років у Вермахті» 4-го, 3-го, 2-го і 1-го класу (25 років; 2 жовтня 1936) — отримав 4 нагороди одночасно.
- Застібка до Залізного хреста
  - 2-го класу (20 вересня 1939)
  - 1-го класу (20 травня 1940)
- Лицарський хрест Залізного хреста з дубовим листям
  - лицарський хрест (13 жовтня 1941)
  - дубове листя (№ 350; 9 грудня 1943)
- Медаль «За зимову кампанію на Сході 1941/42»
- Нагрудний знак «За поранення» в чорному
- Німецький хрест в золоті (13 серпня 1943)
- Відзначений у Вермахтберіхт (1 вересня 1943)